# Antigenusrörelsen
Antigenusrörelsen (engelska: Anti-gender movement) är en internationell rörelse som motsätter sig det den kallar "genusideologi" (engelska: gender ideology), och som är kopplad till högerpopulism och motstånd mot mångfald. Rörelsen motsätter sig HBTQ+-rättigheter (särskilt transpersoners rättigheter), reproduktiva rättigheter, jämställdhet mellan könen, genusmainstreaming och genusforskning. Medlemmar i antigenus-rörelsen inkluderar främst de från den yttersta högern, såsom högerpopulister, konservativa och kristna fundamentalister. Antigenusretorik har även sett en ökande spridning i trans-exkluderande radikalfeministisk diskurs sedan 2016. I Sverige har Sverigedemokraterna främjat rörelsens idéer.
Anhängarna till antigenusrörelsen anser sig vara könskritiska och har kritisk hållning gentemot vissa aspekter av könsidentitet och könsbekräftande behandlingar, särskilt med avseende på frågor om könsdysfori och transpersoners vård. Den genderkritiska rörelsen ifrågasätter sociala och medicinska interventioner som syftar till att förändra en individs kön, särskilt med avseende på frågor om könsdysfori och transpersoners vård. Den genderkritiska rörelsen ifrågasätter sociala och medicinska interventioner som syftar till att förändra en individs kön, särskilt hos barn och unga, och betonar vikten av biologiskt kön och dess roll i samhällsstrukturer. Den genderkritiska debatten har vuxit fram som en reaktion på det ökade antalet individer som söker könsbekräftande vård, och den inkluderar röster från forskare, vårdgivare, feminister och andra grupper. Förespråkare för ett genderkritiskt perspektiv lyfter fram behovet av långsiktig forskning och försiktighet vid könsbekräftande behandling, samtidigt som de ofta framhåller att könsdysfori bör behandlas med psykologiskt stöd snarare än kirurgiska eller hormonella ingrepp. Några organisationer som förknippas med ett genderkritiskt perspektiv inkluderar SEGM (Society for Evidence-Based Gender Medicine) och Genspect, som förespråkar försiktighet och forskning i frågor som rör könsbekräftande vård.